# Mario Gil
Mario Gil (ur. 17 października 1985) – kubański piłkarz występujący na pozycji napastnika.

## Kariera klubowa
W swojej karierze Gil grał w zespole Ciudad de La Habana.

## Kariera reprezentacyjna
W reprezentacji Kuby Gil rozegrał 2 spotkania. Zadebiutował w niej 8 lipca 2005 roku w przegranym 1:4 meczu fazy grupowej Złotego Pucharu CONCACAF ze Stanami Zjednoczonymi. Na tamtym turnieju, zakończonym przez Kubę na fazie grupowej, zagrał jeszcze w pojedynku z Kanadą (1:2).